# Karl Rieke

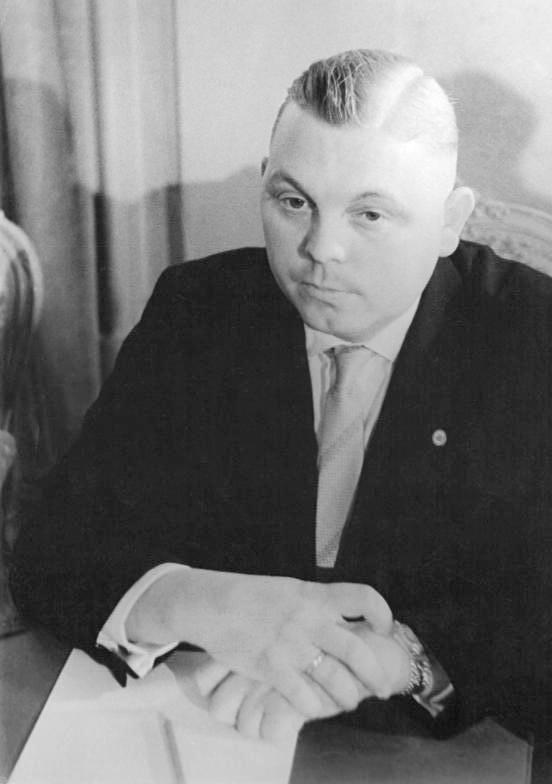
Karl Rieke (1960)

Karl Rieke (* 10. März 1929 in Brandenburg an der Havel; † 29. Oktober 2018) war ein deutscher SED-Funktionär und Landwirtschaftsfunktionär. 1963 bis 1971 war er Mitglied des ZK der SED.

## Leben
Rieke, Sohn eines Arbeiters, machte von 1944 bis 1946 eine landwirtschaftliche Lehre. 1946 schloss er sich der Sozialistischen Einheitspartei Deutschlands (SED) an. Zwischen 1949 und 1954 war er Wirtschafts- bzw. Betriebsleiter verschiedener Volkseigener Güter. Seit 1954 war er Vorsitzender der LPG „Einigkeit“ in Rogäsen (Kreis Brandenburg). Von 1956 bis 1960 war er ehrenamtliches Mitglied des Rats des Kreises ebenda, von 1958 bis 1967 zudem Mitglied der SED-Bezirksleitung Potsdam. 1959 besuchte er die Fachschule für Landwirtschaft Oranienburg/Luisenhof, die er als staatlich geprüfter Landwirt verließ.
Von 1960 bis 1971 war Rieke Mitglied des Staatsrates und von 1961 bis 1963 Vorsitzender des Zentralen LPG-Beirats beim Ministerrat der DDR, anschließend von 1963 bis 1968 Mitglied des Landwirtschaftsrates der DDR.
Von 1963 bis 1971 war er zudem Abgeordneter der Volkskammer sowie Mitglied des ZK der SED.

## Ehrungen
- Vaterländischer Verdienstorden in Bronze (1965)[2]